# Цияб-Цолода
Цияб-Цолода — село в Ахвахском районе Дагестана. Входит в сельское поселение Цолодинский сельсовет.

## География
Расположено на территории Хасавюртовского района, к северу от федеральной трассы «Кавказ», на границе с Чеченской республикой, на правом берегу реки Аксай. Граничит на севере с селом Хамавюрт, на юге с селом Тухчар, на западе с селом Герзель-аул.

## Население
| 2002 | 2010  | 2021  |
| ---- | ----- | ----- |
| 1572 | ↗1991 | ↗2800 |

## История
В марте 1944 года жители села Цолода Ахвахского района ДАССР были переселены в село Циябросо (Дарго) Веденского района, на место высланных чеченцев. В 1948 году население решает вернуться назад в родное село, но большая часть жителей пользуется возможностью, предоставленной государством, и переселяется на Кумыкскую равнину, в Герзель кутан. Этот год считается годом основания села-кутана на землях отгонного животноводства. В 1989 году указом ПВС РСФСР наименование населённого пункта — селение Цияб-Цолода.

## Галерея

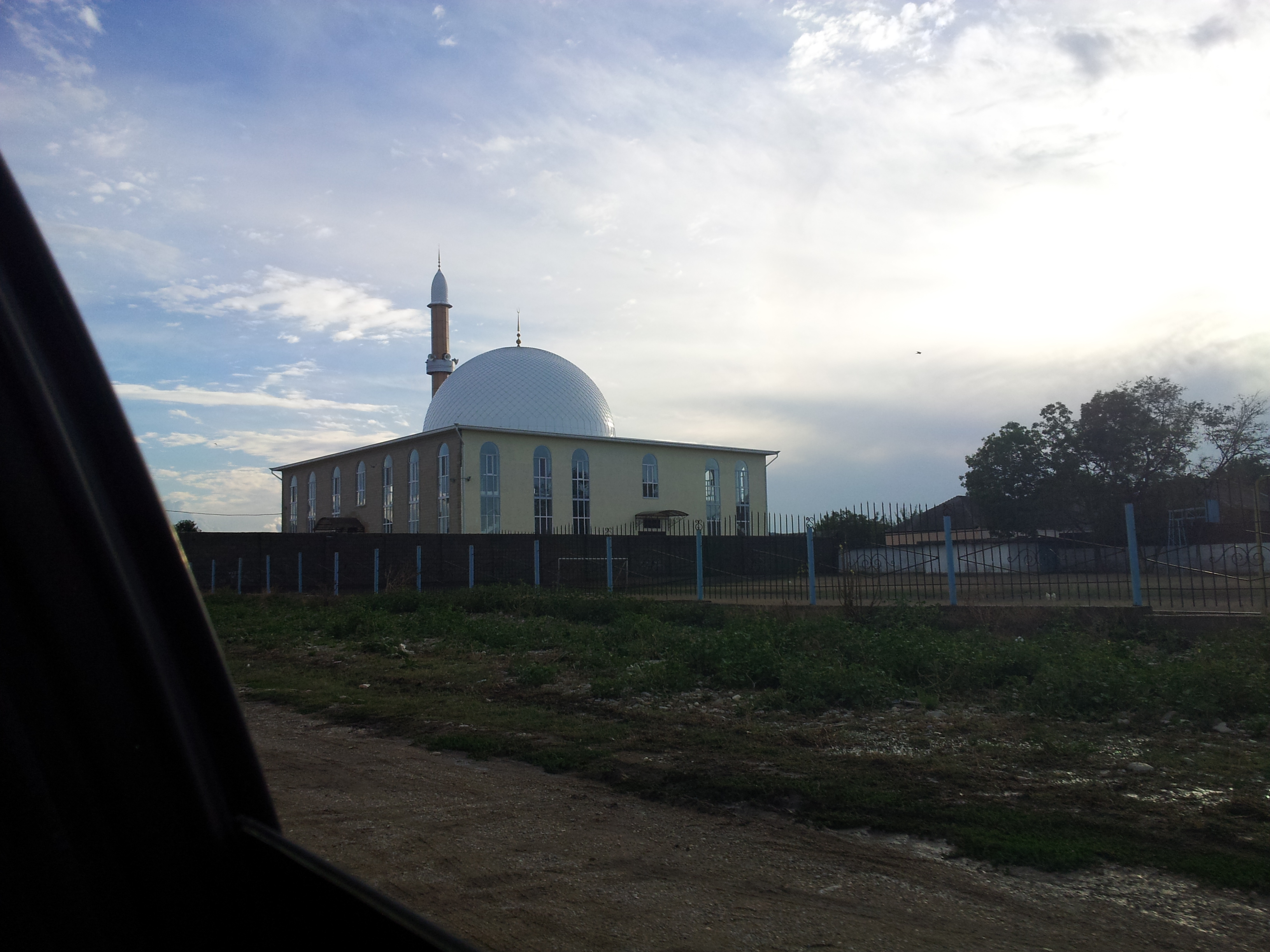
Мечеть в Цияб-Цолоде
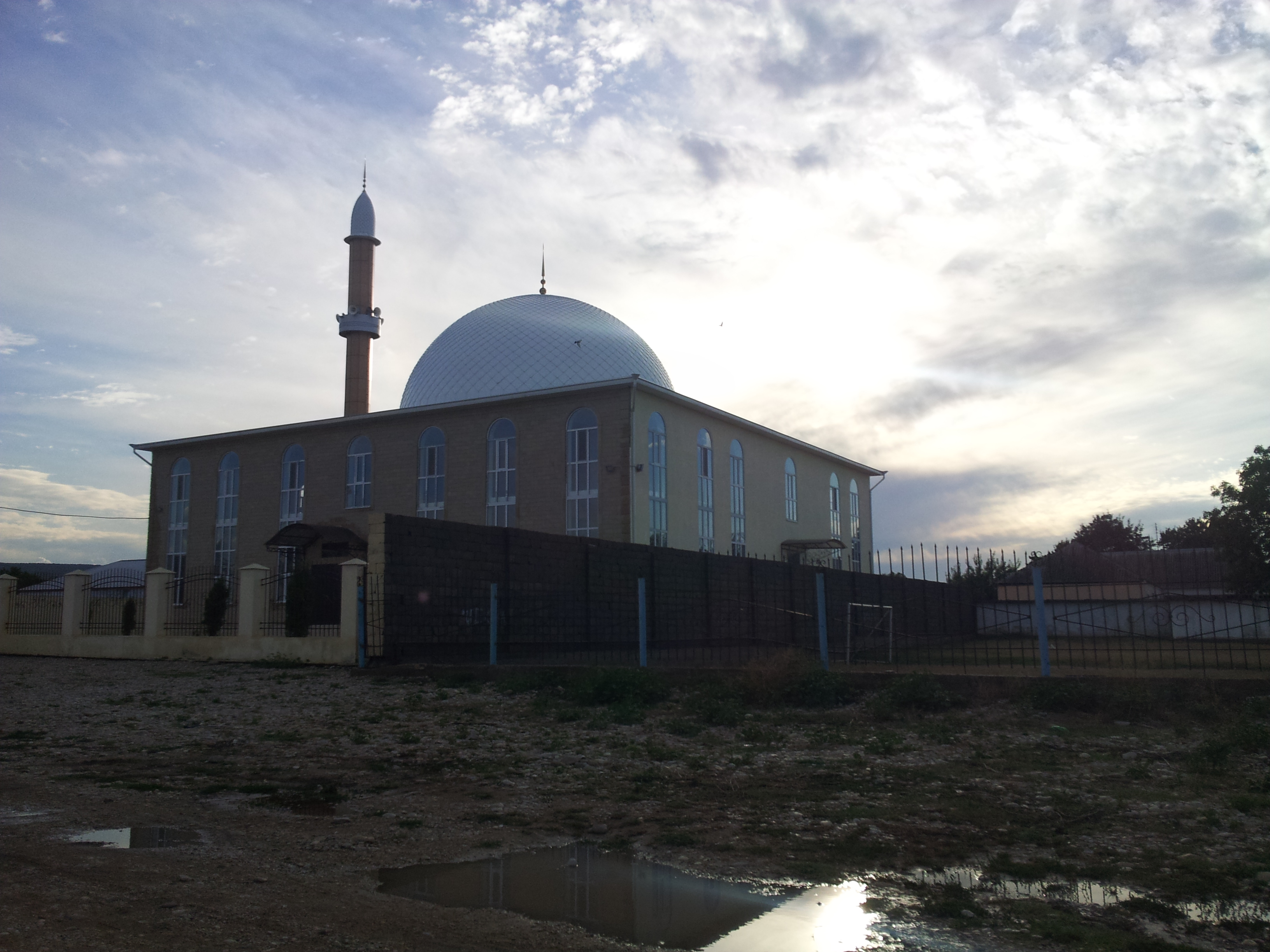
Мечеть в Цияб-Цолоде
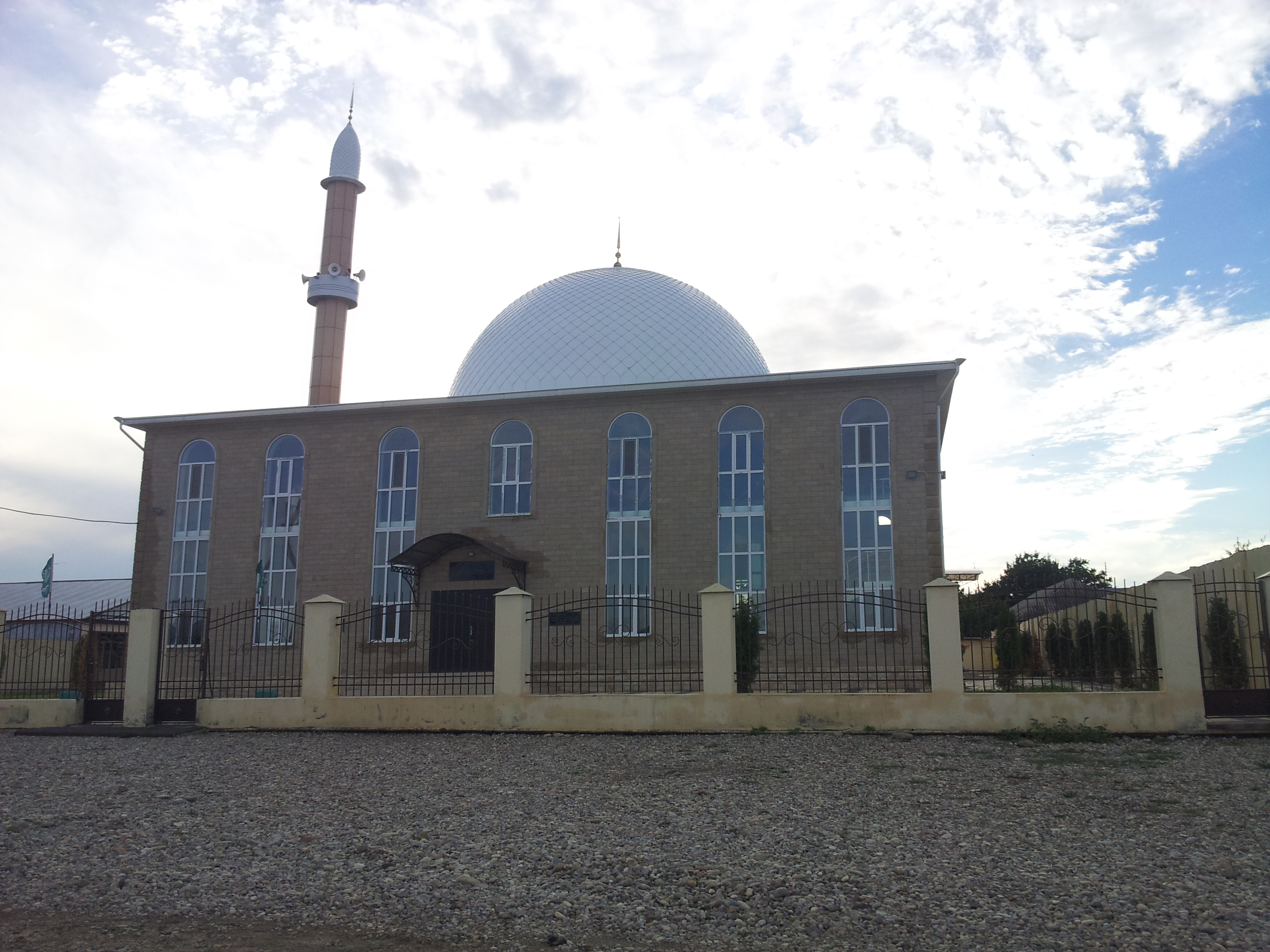
Мечеть в Цияб-Цолоде
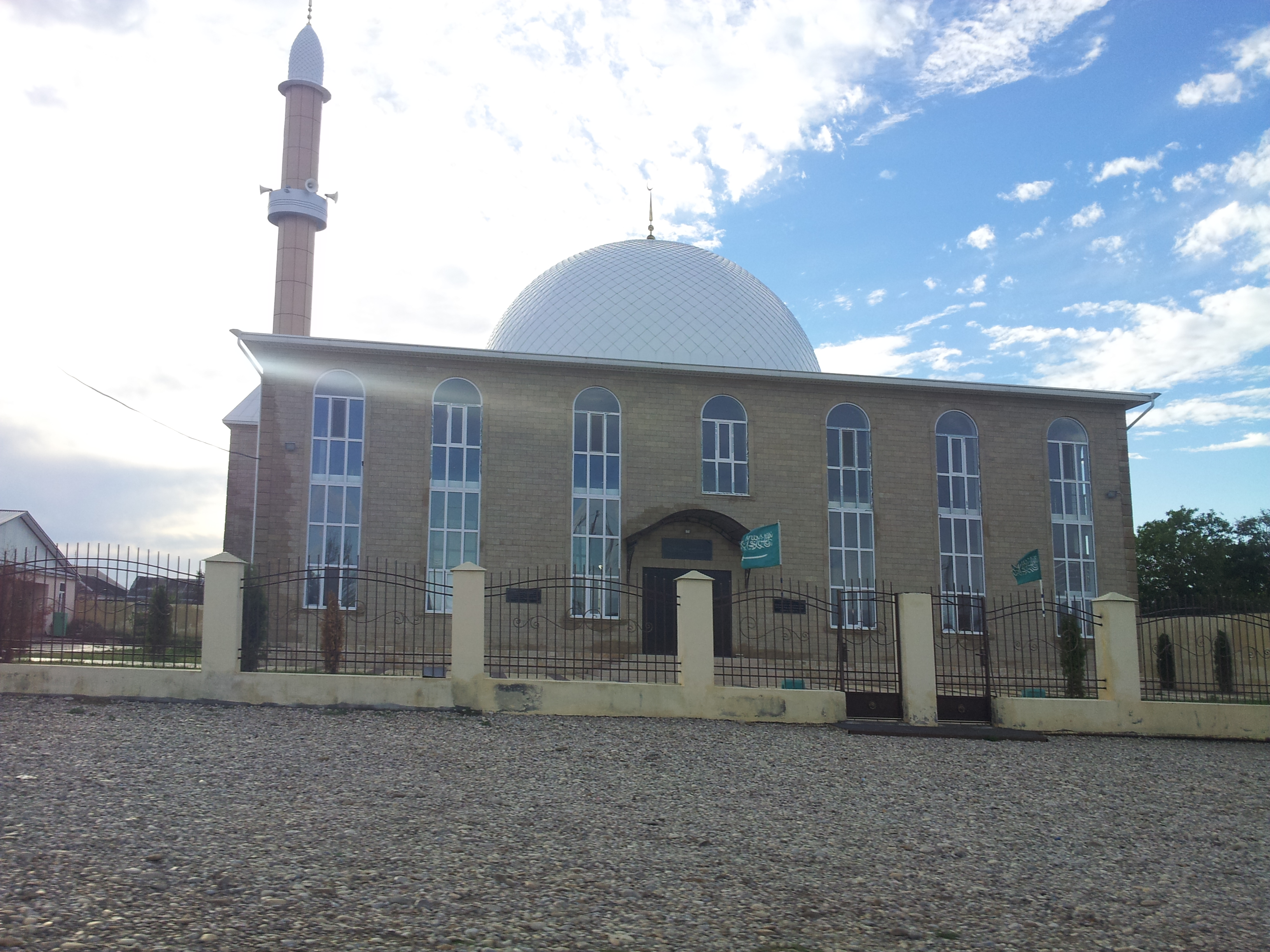
Мечеть в Цияб-Цолоде
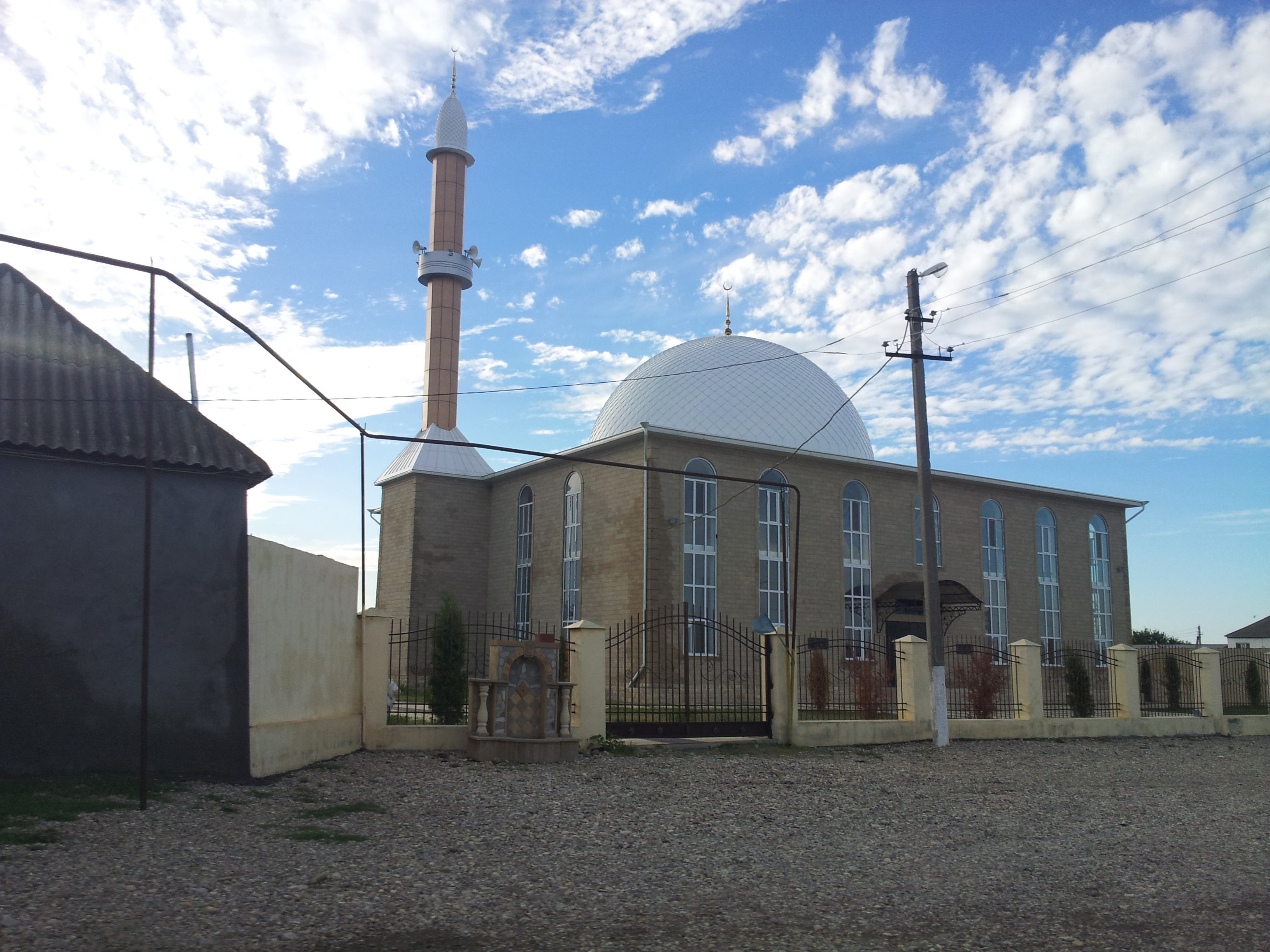
Мечеть в Цияб-Цолоде